# Aéroport Ajaccio Napoléon Bonaparte
Aéroport Ajaccio Napoléon Bonaparte is een internationale luchthaven op Corsica, aan de golf van Ajaccio op ongeveer 5 km ten oosten van het centrum van Ajaccio. Ze is ook bekend onder haar vroegere naam Campo dell'Oro. Ze beschikt over een landingsbaan van 2,4 km. Een tweede kortere landingsbaan is buiten gebruik gesteld.
De luchthaven wordt uitgebaat door de Chambre de Commerce et d'Industrie Territoriale d'Ajaccio et de la Corse-du-Sud, die ook de luchthaven van Figari uitbaat. Ze verwerkt jaarlijks zo'n 1,3 miljoen passagiers; in 2013 waren het 1,350 miljoen, een stijging van 10,8% ten opzichte van het vorige jaar. Daarmee is het de drukste luchthaven op Corsica en de dertiende in Frankrijk (overzeese gebieden niet meegerekend).
De luchthaven is de thuisbasis van de luchtvaartmaatschappij Air Corsica. Naast Air Corsica vliegt Air France geregeld op Ajaccio, en in het toeristisch seizoen vliegen diverse binnen- en buitenlandse luchtvaartmaatschappijen naar de luchthaven.

## Ongeval
Op dinsdag 1 december 1981 stortte een Douglas DC-9 van de Joegoslavische luchtvaartmaatschappij Inex Adria Airlines op een vlucht uit Ljubljana neer op Corsica bij het aanvliegen van de luchthaven van Ajaccio. Alle 178 inzittenden kwamen om het leven.